# 镍氢电池

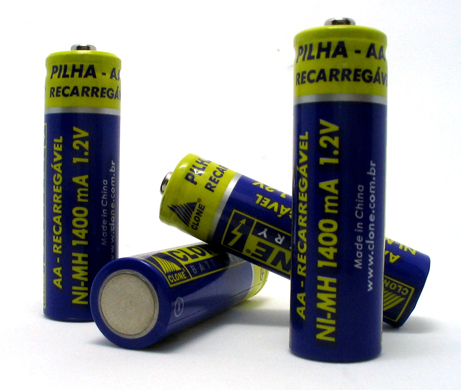
四节AA的镍氢充电电池

鎳氫電池（Nickel Metal Hydride, NiMH）是由鎳鎘電池（NiCd battery）改良而來的，其以能吸收氫的金屬代替镉（Cd）。它以相同的價格提供比鎳鎘電池更高的電容量、較不明顯的記憶效應、以及較低的環境污染（不含有毒的镉）。
其回收再用的效率比鋰離子電池更好，被称为是最环保的电池。但是與鋰離子電池比較時，卻有一定的記憶效應。舊款的鎳氫電池有較高的自我放電反應，新款的鎳氫電池已俱有相當低的自我放電（與鹼電相約），而且可於低溫下工作（-20℃）。鎳氫電池比碳鋅或鹼性電池有更大的輸出電流，相對地更適合用於高耗電產品，某些特別型號甚至比普通上一代鎳鎘電池有更大輸出電流。
鎳氫電池的容量较高（以體積計），以AA電池為例，鎳氫電池標示容量可達2900mAh（毫安培－小時，或简称为“毫安时”），而鹼性電池只有~2100mAh（不过碱性电池初始放电电压一般高于镍氢电池），當然也遠高於初代鎳鎘電池的1100mAh，但仍未及得上鋰離子電池。
鹼性電池在長期不使用後可能會漏出具輕微腐蝕性及有害液體（會對人體有害又或損壞使用該電池的裝置），然而鋰電池在不適当使用時有機會燃燒或爆炸。相對来说鎳氫電池算是比较安全的電池。

## 化學原理
鎳氫電池中的“金屬”部分實際上是金屬互化物。許多種類金屬互化物都已運用於鎳氫電池製造，主要分為兩大類。最常見的是AB5一類，A是稀土元素混合物（或者）再加上鈦（Ti）；B則是鎳（Ni）、鈷（Co）、錳（Mn），（或者）還有鋁（Al）。而一些高容量電池“含多種成分”的電極則主要由AB2構成，這裡的A則是鈦（Ti）或者釩（V），B則是鋯（Zr）或鎳（Ni），再加上一些鉻（Cr）、鈷（Co）、鐵（Fe）和（或）錳（Mn）。 
所有這些化合物都擔當相同角色：可逆地形成金屬氫化物。電池充電時，氫氧化鉀（KOH）電解液中的氫離子（H+）會釋放出來，由這些化合物吸收，避免形成氫氣（H2），以保持電池內部壓力和體積。電池放電時，這些氫離子便會經由相反過程回到原來地方。

## 特性
- 額定電壓 = 1.2V

Ni-MH回收標誌

- 剛充滿電時電壓（充电电压） = 約1.4~1.45V
- 終止電壓 = 0.9~1.0V
- 能量∕重量 = 60~120 Wh/kg（瓦特小时/公斤）
- 能量∕體積 = 140~300 Wh/L（瓦特小時/公升）即 504~1188kJ/kg（千焦耳/公斤）
- 功率∕重量 = 250~1000 W/kg
- 自放電率 = 一般為每月 20~30%，見溫度而定，低自放電型號為每年10~30%
- 充放電效率 = 66%
- 充放電循環次數 = 500~5000次
- 電池常見型號 = AAAA，AAA，AA，A，S，D，SC

## 充電
由於充電時電壓會不停變化，鎳氫電池的充電方式與鎳鎘電池相同，都是以恆定電流向電池充電，充電時電壓會隨之上升，但電壓值卻會因電池容量、充電電流、溫度及電池的老化程度等多種因素而有所不同。因此無可能靠電壓數值而得知電量狀態。
由於過度充電對電池壽命影響頗大，而且有一定危險性，所以當電池被充滿時就要停止充電，要做到電池被充電時自動停止充電就有要檢測出電池是否充滿，一般有兩個方法：-△V及△T。

NiMH 充電時電量狀態與電壓關係圖

- -△V 檢測 

當電池被充至滿時，電壓會上升至最高值，如果繼續充電，電壓會下降，也即是 -△V，因此只要檢測到充電時電池電壓開始下降即表示電池已經充滿。

充滿時電壓下降的速度受電流強弱影響，電流越大，電壓下降速度越快，所以如果充電電流較細的話，電壓降的幅度較小，也就較難檢測得到，因此使用-△V檢測方法的話充電電流不宜太細。

- △T 檢測 

充電時，部份電能在電池內被轉化為化學能，只有部份轉為熱能，當電池滿時，所有的電能都轉為熱能，較多的熱能導致較大的溫升。因為只要檢測得到溫度上升就能確定電池已經充滿。同樣地，如果充電電流太細的話，溫升會變小而難於檢測。
當充電電流足夠大時，可以用電子電路測量電壓，加上微型控制器分析檢測出電池充滿並停止充電，避免電池過充的情況產生。如果充電電流過小，上述方法都較難檢測得到電池充滿，所以充電電流不可以太細，但電流過大會就會在充電時導致電池發熱，影響電池壽命，因此充電電流也不可以太大。
- 涓流充電

涓流充電是以非常低的電流，0.1C以下的恆定電流充電。有的厂商认为：如此低的電流可以長期連續充電而無安全問題。但根据電池制造商松下電器（Panasonic）的《镍氢电池充电指南》（链接在页面底部），长期使用涓流方式可能損壞电池或影響其壽命，建議涓流充电电流应限制在 0.033×C每小时 到 0.05×C每小时 之间，並不應超過20小时。
由於舊款鎳氫電池有漏電(自放電)問題，充滿後存放一段時間後電量會流失，不宜用於後備照明這類需要長期閒置的用途，電池生產商金霸王認為以0.0033C超低電流的涓流充電可以使鎳氫電池長期保持在充滿狀態。另一電池生產商松下電器則認為在1.3V以下，以低佔空比大電流的脉冲充电(也即以連續而短暫的脈衝電流，得出極低的平均電流)可以比恆定電流的涓流方式更能保持好电池状态及壽命。
現在新的低自放電鎳氫電池再也無需用涓流在閒置時保持電量的需要。
一些造价低廉的室內无线电话和便宜的电池充电器會用涓流方式充電。尽管这可能是安全，但对电池的寿命会有不良影响。
現今的鎳氫電池含有一種催化劑，可以及時的解除因為過充所造成的危險。
| 2H2 + O2 | 催化劑 | 2H2O |
| 2H2 + O2 |        | 2H2O |
但是這個反應只有從過充開始的時間算起的 C ÷ 10 小時內有效（C = 電池標示的容量）。當充電程序開始後，電池的溫度會上升的很明顯，有些急速充電器（低於1小時）內含風扇來避免電池過熱。
新买回来的，或者是长时间未使用的镍氢电池，需要一段“啟動”时间来回复电池电量。因此，一些新的镍氢电池需要经过几次充电-放电循环才能达到它们的标称电量。

## 放電
在电池的使用过程中，也必须小心。对于串联在一起的几颗电池（比如数码相机中4颗AA电池的通常排列方式），要避免电池完全耗尽电能，进而发生“反向充电”（Reverse charging （页面存档备份，存于））。因為镍氢他有記憶效應的問題，所以这会对电池产生不可挽回的损害。不过，通常这些设备（比如之前提到的数码相机）能够检测串联电池的放电电压，当它下降到一定程度时，便自动关闭，以保护电池。
雖然单颗鎳氫电池只会一直放电直到电压为0，并不会有過熱或爆炸的危险，但過度放電会对电池造成永久性损害，減損容量，嚴重時難以再充電使用。鎳氫電池對過放電的承受程度遠較鎳鎘電池為低。廠商技術規格均有規定最低放電電壓，一般在 1.0V~1.1V 會停止放電。此外，有時周期性地将电放至最低允許電壓然后再充满有利于保持电池的容量与品質。

## 自放電與改進

### 自放電（又稱作漏電）
镍氢电池具有较高的自放电效应，约为每个月30%或更多。这要比镍镉电池每月20%的自放电速率高。电池充得越满，自放电速率就越高；当电量下降到一定程度时，自放电速率又会稍微下降。电池存放处的温度对自放电速率有十分大的影响。正因如此，长时间不用的镍氢电池最好是充到40%的“半满”状态。

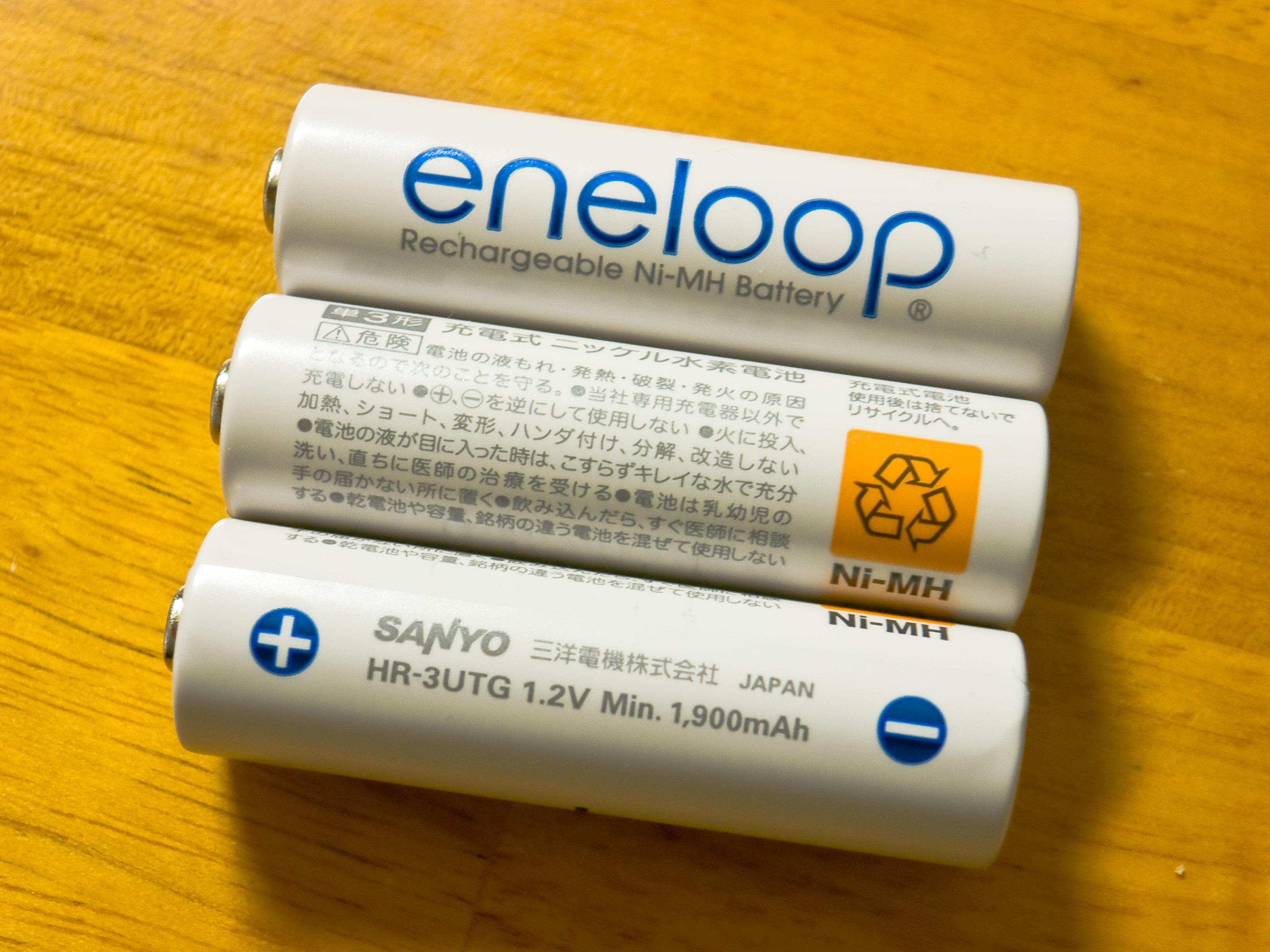
eneloop（5號電池）

### 低自放電（低漏電）鎳氫電池
低自放電鎳氫電池在2005年11月由日本的三洋成功研發並推出市面，該產品稱為“eneloop”，生产商宣称在20℃室温存放一年後仍可保存70至85%电量，其後更改良至存放3年後仍可保存75%电量，至今已改良至1年後保持90%、3年後80%及5年後70%。可以以一般的镍氢电池充电机进行充电。初推出時AAA電的容量800mAh、AA電則有2000mAh，約與鹼性電池容量相同，現時最新型號AA電已達至2500mAh。理想情況下可重複充放電1000次，其後改良至1500次，最新版本更增加至2100次。可以在低溫下操作，在天氣寒冷時（-20℃）比鹼性電池及鋰離子電池更佳放電特性。在出售前都預先充滿電。其後多家其他品牌相繼推出類似產品，但部份其他品牌的重複充放電次數只有500次，而且也不一定俱有在低溫下有良好的放電特性。這種改良後的鎳氫電池可以用於需要長期處於備用狀態的用途，例如備用照明電源、電子產品的紅外線搖控器電源等。

## 應用

### 消費性電子產品
鎳氫電池被普及地應用在消費性電子產品中。
舊式的鎳氫電池因為自放電的緣故，會在充電後數月甚至數星期內失去電量，只可應用於短時間內需要電力的用途。如家電用品的紅外線搖控器或時鐘一類並不適合。
新式的低漏電鎳氫電池基本上已經可以取代絕大部份原本使用鹼性電池的設備。唯獨一些比較舊式及低耗電量的電子產品（例如舊式的收音機）因為電壓問題而在使用鎳氫電池時性能會有所下降。
另外部分廠商的材料配方容易在充電時從正極封口處滲漏電解液，導致電池室週遭的電路發生銹蝕。

### 遙控玩具
一些功率特別大的鎳氫電池，其容量、輸出電池及功率比鎳鎘電池大，所以在電動遙控玩具（例如遙控車）上取代了鎳鎘電池。

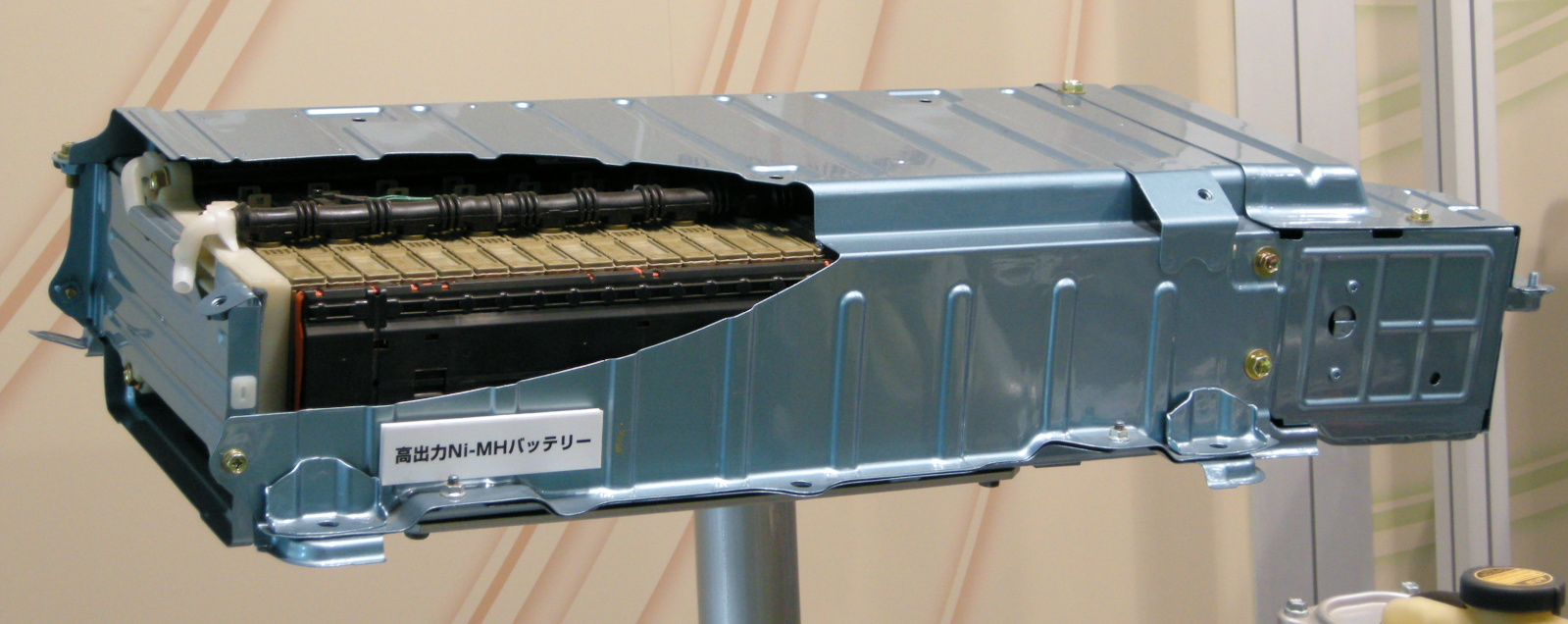
日本豐田prius所使用的高功率鎳氫電池

### 混合動力車輛
大功率的鎳氫電池也使用在油電混合動力車輛中，最佳的例子就是豐田的prius，該車使用了特別的充放電程序，車輛在前十年內需要更換鎳氫充電電池的機率極低。
其他使用鎳氫電池的混合動力車輛包括有：
- 本田洞察者
- 福特汽車的Ford Escape（英语：Ford Escape）
- 雪佛蘭的Chevrolet Malibu（英语：Chevrolet Malibu）
- 本田的Honda Civic Hybrid（英语：Honda Civic Hybrid）

### 純電池動力車
雖然在重量上比鋰離子電池重，但仍然有部份純電池動力車使用鎳氫電池，例如：
- 本田的Honda EV Plus（英语：Honda EV Plus）
- 福特汽車的Ford Ranger EV（英语：Ford Ranger EV）
- Vectrix（英语：Vectrix）